# Unclejackia longisetula
Unclejackia longisetula är en bladmossart som beskrevs av Ignatov, T. Koponen och J.C. Norris 1999. Unclejackia longisetula ingår i släktet Unclejackia och familjen Brachytheciaceae. Inga underarter finns listade i Catalogue of Life.